# Premyer Liqası 2001/02
Die Premyer Liqası 2001/02 war die elfte Saison der höchsten Fußball-Spielklasse von Aserbaidschan. In der ersten Saisonrunde spielten zwölf Mannschaften. Die besten sechs Teams spielten danach in einer Meisterrunde, die anderen sechs in der Abstiegsrunde. Die Saison begann am 18. August 2001 und endete am 6. Juni 2002.
MFK Araz-Naxçıvan, sportlich in der letzten Saison abgestiegen, ersetzte den FK Viləs Masallı, der aus finanziellen Gründen nach dem ersten Spieltag zurückzog.
FK Şəmkir war am Ende der Saison an der Tabellenspitze, die Meisterschaft wurde jedoch von der AFFA, dem aserbaidschanischen Verband, nicht anerkannt, da mehrere Klubs gegen Fuad Musayev, den Verbandspräsidenten, revoltierten und die Meisterschaft unabhängig vom Verband auf eigene Rechnung zu Ende spielten. Auch die UEFA hatte die Anerkennung verweigert und keinem Klub gestattet, an den internationalen Wettbewerben teilzunehmen.

## Vereine
| Verein                     | Stadt    |
| -------------------------- | -------- |
| Neftçi Baku PFK            | Baku     |
| Xəzər Universiteti Baku    | Baku     |
| Təfəkkür Universiteti Baku | Baku     |
| MOİK Baku PFK              | Baku     |
| FK Dinamo-Bakılı Baku      | Baku     |
| FK Shafa Baku              | Baku     |
| MFK Araz-Naxçıvan          | Naxçıvan |
| PFK Turan Tovuz            | Tovuz    |
| PFK Kəpəz                  | Gəncə    |
| FK Qarabağ-Azərsun Ağdam   | Ağdam    |
| FK Şəmkir                  | Şəmkir   |
| FK Şahdağ-Samur            | Qusar    |

## Erste Runde
In der ersten Saisonrunde spielten die zwölf Vereine um die Teilnahme an den Spielen der Meisterschaftsendrunde. Hierfür war eine Platzierung in der ersten Tabellenhälfte erforderlich. Die Vereine, die sich nach dem 22. Spieltag in der zweiten Hälfte der Tabelle befanden, mussten in der zweiten Saisonhälfte in der Abstiegsrunde gegeneinander antreten.

### Tabelle
| Pl. | Verein                         | Sp. | S  | U | N  | Tore    | Diff. | Punkte |
| --- | ------------------------------ | --- | -- | - | -- | ------- | ----- | ------ |
| 1.  | FK Şəmkir (M)                  | 22  | 15 | 5 | 2  | 054:140 | +40   | 50     |
| 2.  | Neftçi Baku PFK                | 22  | 13 | 5 | 4  | 034:700 | +27   | 44     |
| 3.  | FK Shafa Baku (P)              | 22  | 13 | 5 | 4  | 040:130 | +27   | 44     |
| 4.  | FK Qarabağ-Azərsun Ağdam       | 22  | 13 | 1 | 8  | 040:260 | +14   | 40     |
| 5.  | PFK Kəpəz                      | 22  | 12 | 2 | 8  | 039:310 | +8    | 38     |
| 6.  | Xəzər Universiteti Baku        | 22  | 11 | 3 | 8  | 033:240 | +9    | 36     |
| 7.  | PFK Turan Tovuz                | 22  | 10 | 5 | 7  | 028:260 | +2    | 35     |
| 8.  | MFK Araz-Naxçıvan              | 22  | 6  | 6 | 10 | 025:430 | −18   | 24     |
| 9.  | Təfəkkür Universiteti Baku (N) | 22  | 6  | 4 | 12 | 023:470 | −24   | 22     |
| 10. | FK Şahdağ-Samur (N)            | 22  | 5  | 5 | 12 | 016:390 | −23   | 20     |
| 11. | MOİK Baku PFK (N)              | 22  | 4  | 3 | 15 | 015:370 | −22   | 15     |
| 12. | FK Dinamo-Bakılı Baku          | 22  | 0  | 4 | 18 | 009:490 | −40   | 04     |

Platzierungskriterien: 1. Punkte – 2. Direkter Vergleich (Punkte, Tordifferenz, geschossene Tore) – 3. Tordifferenz – 4. geschossene Tore

| (M) | amtierender aserbaidschanischer Meister     |
| (P) | amtierender aserbaidschanischer Pokalsieger |
| (N) | Neuaufsteiger aus der Birinci Divizionu     |

### Kreuztabelle
| Erste Runde                | FK Şəmkir | Neftçi Baku PFK | FK Shafa Baku | FK Qarabağ-Azərsun Ağdam |     | Xəzər Universiteti Baku | PFK Turan Tovuz |       | Təfəkkür Universiteti Baku | FK Şahdağ-Samur | MOİK Baku PFK | FK Dinamo-Bakılı Baku |
| -------------------------- | --------- | --------------- | ------------- | ------------------------ | --- | ----------------------- | --------------- | ----- | -------------------------- | --------------- | ------------- | --------------------- |
| FK Şəmkir                  |           | 1:1             | 1:0           | 5:1                      | 2:0 | 2:0                     | 1:0             | 3:0 * | 9:0                        | 4:1             | 6:0           | 3:0 *                 |
| Neftçi Baku PFK            | 0:1       |                 | 1:1           | 1:0                      | 2:0 | 0:0                     | 1:0             | 3:0   | 2:0                        | 5:0             | 2:0           | 6:0                   |
| FK Shafa Baku              | 3:2       | 0:1             |               | 2:1                      | 3:1 | 2:0                     | 5:0             | 4:1   | 4:0                        | 3:0             | 1:0           | 0:0                   |
| FK Qarabağ-Azərsun Ağdam   | 1:3       | 1:0             | 2:1           |                          | 3:2 | 1:2                     | 5:2             | 3:0   | 0:1                        | 6:0             | 2:0           | 1:0                   |
| PFK Kəpəz                  | 2:3       | 2:1             | 1:1           | 2:1                      |     | 2:1                     | 3:0             | 4:1   | 2:0                        | 2:1             | 4:0           | 4:2                   |
| Xəzər Universiteti Baku    | 3:2       | 0:2             | 0:0           | 1:2                      | 2:0 |                         | 3:2             | 3:0 * | 3:1                        | 2:0             | 2:0           | 2:0                   |
| PFK Turan Tovuz            | 0:0       | 1:0             | 0:2           | 0:0                      | 1:0 | 2:1                     |                 | 2:0   | 1:1                        | 3:0             | 2:0           | 4:0                   |
| MFK Araz-Naxçıvan          | 0:0       | 0:0             | 0:3 *         | 3:2                      | 2:0 | 1:0                     | 2:2             |       | 0:3 *                      | 2:2             | 1:0           | 2:0                   |
| Təfəkkür Universiteti Baku | 1:1       | 0:4             | 1:4           | 1:2                      | 2:3 | 3:1                     | 0:2             | 2:2   |                            | 0:2             | 0:2           | 2:0                   |
| FK Şahdağ-Samur            | 1:1       | 0:1             | 1:0           | 0:2                      | 0:1 | 1:3                     | 1:2             | 1:1   | 0:0                        |                 | 2:0           | 1:0                   |
| MOİK Baku PFK              | 0:1       | 0:1             | 0:0           | 0:1                      | 1:1 | 1:1                     | 0:1             | 4:3   | 2:3                        | 1:2             |               | 2:0                   |
| FK Dinamo-Bakılı Baku      | 0:3       | 0:0             | 0:1           | 0:3                      | 2:3 | 0:3                     | 1:1             | 2:4   | 1:2                        | 0:0             | 1:2           |                       |

## Zweite Runde

### Meisterschaftsspiele
Die Mannschaften auf den Plätzen eins bis sechs aus der ersten Runde spielen in einer Doppelrunde um die Meisterschaft.

### Tabelle
| Pl. | Verein                   | Sp. | S | U | N | Tore    | Diff. | Punkte |
| --- | ------------------------ | --- | - | - | - | ------- | ----- | ------ |
| 1.  | FK Şəmkir (M)            | 10  | 8 | 2 | 0 | 026:600 | +20   | 26     |
| 2.  | Neftçi Baku PFK          | 10  | 5 | 4 | 1 | 012:400 | +8    | 19     |
| 3.  | FK Qarabağ-Azərsun Ağdam | 10  | 3 | 2 | 5 | 010:180 | −8    | 11     |
| 4.  | Xəzər Universiteti Baku  | 10  | 2 | 3 | 5 | 017:180 | −1    | 09     |
| 5.  | PFK Kəpəz                | 10  | 2 | 3 | 5 | 012:190 | −7    | 09     |
| 6.  | FK Shafa Baku (P)        | 10  | 1 | 2 | 7 | 001:190 | −18   | 05     |

Platzierungskriterien: 1. Punkte – 2. Direkter Vergleich (Punkte, Tordifferenz, geschossene Tore) – 3. Tordifferenz – 4. geschossene Tore

| (M) | amtierender aserbaidschanischer Meister     |
| (P) | amtierender aserbaidschanischer Pokalsieger |

### Abstiegsrunde
Die Mannschaften auf den Plätzen sieben bis elf aus der ersten Runde spielen in einer Doppelrunde gegen den Abstieg. MFK Araz-Naxçıvan zog in der Winterpause zurück.

### Tabelle
| Pl. | Verein                         | Sp. | S | U | N | Tore    | Diff. | Punkte |
| --- | ------------------------------ | --- | - | - | - | ------- | ----- | ------ |
| 7.  | MOİK Baku PFK (N)              | 8   | 6 | 1 | 1 | 015:600 | +9    | 19     |
| 8.  | FK Şahdağ Qusar (N)            | 8   | 6 | 0 | 2 | 018:800 | +10   | 18     |
| 9.  | PFK Turan Tovuz                | 8   | 4 | 2 | 2 | 012:900 | +3    | 14     |
| 10. | Təfəkkür Universiteti Baku (N) | 8   | 2 | 1 | 5 | 009:180 | −9    | 07     |
| 11. | FK Dinamo-Bakılı Baku          | 8   | 0 | 0 | 8 | 008:210 | −13   | 0      |

Platzierungskriterien: 1. Punkte – 2. Direkter Vergleich (Punkte, Tordifferenz, geschossene Tore) – 3. Tordifferenz – 4. geschossene Tore

| (N) | Neuaufsteiger aus der Birinci Divizionu |

### Kreuztabelle
| Meisterrunde             | FK Şəmkir | Neftçi Baku PFK | FK Qarabağ-Azərsun Ağdam | Xəzər Universiteti Baku |     | FK Shafa Baku |
| ------------------------ | --------- | --------------- | ------------------------ | ----------------------- | --- | ------------- |
| FK Şəmkir                |           | 0:0             | 3:0                      | 4:1                     | 4:1 | 1:0           |
| Neftçi Baku PFK          | 2:2       |                 | 2:0                      | 1:0                     | 0:0 | 3:0 *         |
| FK Qarabağ-Azərsun Ağdam | 0:2       | 1:0             |                          | 3:3                     | 3:3 | -:-           |
| Xəzər Universiteti Baku  | 2:4       | 0:1             | 1:1                      |                         | 5:1 | 3:0 *         |
| PFK Kəpəz                | 0:3 *     | 1:3             | 3:0                      | 2:2                     |     | 3:0 *         |
| FK Shafa Baku            | 0:3 *     | 0:0             | 0:3 *                    | 1:0                     | 0:0 |               |

| Abstiegsrunde              | MOİK Baku PFK | FK Şahdağ-Samur | PFK Turan Tovuz | Təfəkkür Universiteti Baku | FK Dinamo-Bakılı Baku |
| -------------------------- | ------------- | --------------- | --------------- | -------------------------- | --------------------- |
| MOİK Baku PFK              |               | 3:2             | 3:1             | 2:1                        | 2:0                   |
| FK Şahdağ-Samur            | 1:0           |                 | 1:0             | 1:0                        | 3:0                   |
| PFK Turan Tovuz            | 0:0           | 3:2             |                 | 4:1                        | 3:2                   |
| Təfəkkür Universiteti Baku | 0:3           | 0:5             | 0:0             |                            | 4:3                   |
| FK Dinamo-Bakılı Baku      | 1:2           | 2:3             | 0:1             | 0:3                        |                       |

Das Spiel Qarabağ-Azərsun Ağdam gegen Shafa Baku wurde für beide Teams als 0:3-Niederlage gewertet.

## Torschützenliste
| Pl. | Nat.          | Spieler           | Verein                   | Tore |
| --- | ------------- | ----------------- | ------------------------ | ---- |
| 1.  | Aserbaidschan | Alay Bəhramov     | FK Şəmkir                | 15   |
| 2.  | Aserbaidschan | Kanan Karimov     | PFK Kəpəz                | 14   |
| 3.  | Russland      | Dmitri Kudinov    | FK Qarabağ-Azərsun Ağdam | 13   |
| 4.  | Aserbaidschan | Kamran Nurəhmədov | FK Şahdağ-Samur          | 09   |
| 4.  | Aserbaidschan | Zaur Tağızadə     | FK Shafa Baku            | 09   |
| 4.  | Aserbaidschan | Vidadi Rzayev     | FK Şəmkir                | 09   |